# MTV Video Music Brasil 1997
O Video Music Brasil 1997 foi a terceira edição da premiação realizada pela MTV Brasil. Ocorreu em 14 de agosto de 1997 e foi transmitido ao vivo de São Paulo. Esta edição foi apresentada pelo ator Pedro Cardoso.  Concorriam clipes nacionais produzidos entre junho de 1996 e maio de 1997.

## Categorias
| Categoria                | Vencedor                                                                   | Indicados |
| ------------------------ | -------------------------------------------------------------------------- | --- |
| Videoclipe do Ano        | Os Paralamas do Sucesso — Busca Vida                                       | - Carlinhos Brown — A Namorada - Karnak — Alma Não Tem Cor - Skank — É uma Partida de Futebol - Zélia Duncan — Enquanto Durmo |
| Escolha da Audiência     | Skank — É uma Partida de Futebol                                           | - Angra — Make Believe - Baba Cósmica — Uma Pedra no Meu Caminho - Barão Vermelho — Amor Meu Grande Amor - Camisa de Vênus — O Ponteiro Tá Subindo - Carlinhos Brown — A Namorada - Cidade Negra — Firmamento - Fernanda Abreu — Kátia Flávia, a Godiva do Irajá - Kid Abelha — Te Amo Pra Sempre - Lagoa — Revista de Mulher Pelada - Lulu Santos — Aviso aos Navegantes - Maria do Relento — Conhece o Mário? - Nenhum de Nós — Vou Deixar Que Você Se Vá - Os Ostras — Uma, Duas ou Três (Punheta) - Os Paralamas do Sucesso — La Bella Luna - Pato Fu — Água - Planet Hemp — Deisdasseis/Dig Dig Dig (Hempa) - Raimundos — Puteiro em João Pessoa II - Sepultura — Ratamahatta - Virgulóides — Bagulho no Bumba |
| Artista Revelação        | Claudinho & Buchecha — Conquista                                           | - Catapulta — Puêra - Os Ostras — Cai na Água José - Tantra — Tropicália - Virgulóides — Bagulho no Bumba |
| Videoclipe de Pop        | Skank — É uma Partida de Futebol                                           | - Carlinhos Brown — A Namorada - Daniela Mercury — Nobre Vagabundo - Karnak — Alma Não Tem Cor - Os Paralamas do Sucesso — La Bella Luna |
| Videoclipe de Rock       | Sepultura — Ratamahatta                                                    | - Barão Vermelho — Amor Meu Grande Amor - Planet Hemp — Queimando Tudo - Raimundos — Puteiro em João Pessoa II - Virna Lisi — Vou Te Mostrar |
| Videoclipe de Rap        | Pavilhão 9 — Mandando Bronca                                               | - Câmbio Negro — Sub-Raça - De Menos Crime — Policiais - GOG — Periferia Segue Sangrando - Visão de Rua — Irmã de Cela |
| Videoclipe de MPB        | Chico César — Mama África                                                  | - Djavan — Nem um Dia - Marina Lima — Para um Amor no Recife - Timbalada — Água Mineral - Zélia Duncan — Enquanto Durmo |
| Democlipe                | Comunidade Nin-Jitsu — Detetive                                            | - The Funk Fuckers — Inthahouse - KA2 — Menino - Lara Hanouska — 10 Anos Como Sempre - Natalia Barros — Faróis |
| Direção em Videoclipe    | Karnak — Alma Não Tem Cor (Diretor: Hugo Prata)                            | - Carlinhos Brown — A Namorada (Diretor: José Henrique Fonseca) - Os Paralamas do Sucesso — Busca Vida (Diretores: Andrew Waddington, Breno Silveira e Fábio Soares) - Skank — É uma Partida de Futebol (Diretor: Roberto Berliner) - Zélia Duncan — Enquanto Durmo (Diretores: Andrew Waddington, Breno Silveira e Cláudio Torres) |
| Edição em Videoclipe     | Skank — É uma Partida de Futebol (Editor: Leonardo Domingues)              | - Fernanda Abreu — Kátia Flávia, a Godiva do Irajá (Editores: Felipe Lacerda e Luiz Stein) - Lulu Santos — Aviso aos Navegantes (Editores: Leonardo Domingues, Raul Mourão, Roberto Berliner e Jorge Alanis) - Os Paralamas do Sucesso — Busca Vida (Editores: Sérgio Mekler e Joana Ventura) - Zélia Duncan — Enquanto Durmo (Editor: Deoclécio Teixeira (Deo)) |
| Fotografia em Videoclipe | Daniela Mercury — Nobre Vagabundo (Diretora de fotografia: Márcia Ramalho) | - Carlinhos Brown — A Namorada (Diretor de fotografia: Breno Silveira) - Djavan — Nem um Dia (Diretor de fotografia: Breno Silveira) - Paulinho Moska — A Seta e o Alvo (Diretor de fotografia: Breno Silveira) - Zélia Duncan — Enquanto Durmo (Diretor de fotografia: Breno Silveira) |

## Shows
- Titãs - Diversão
- Kid Abelha - Te Amo Pra Sempre
- Virgulóides - Bagulho no Bumba
- Planet Hemp - Adoled (The Ocean)/Queimando Tudo
- Lulu Santos - Ando Meio Desligado
- Daúde e Carlinhos Brown - Pata Pata
- Nação Zumbi - Homenagem a Chico Science